# Nightvisiting
Nightvisiting est le troisième épisode de la série télévisée britannique Class, spin-off de la série de science-fiction Doctor Who. Il est diffusé originellement sur BBC Three le 29 octobre 2016.

## Distribution
- Katherine Kelly : Mlle Quill
- Greg Austin : Charlie Smith
- Fady Elsayed (en) : Ram Singh
- Sophie Hopkins : April MacLean
- Vivian Oparah (en) : Tanya Adeola
- Jordan Renzo (en) : Matteusz Andrzejewski
- Kobna Holdbrook-Smith : Jasper
- Natasha Gordon : Vivian
- Anastasia Hille : Orla'ath
- Anna Shaffer : Rachel
- Andrew Frame : l'homme
- Janie Booth : vieille femme

## Résumé
Et si les morts revenaient ? Tanya se retrouve confrontée à son père, Mlle Quill à sa sœur, Ram à Rachel, et Charlie voit brièvement ses parents. Pourquoi revenir, et surtout, les morts sont-ils vraiment de retour ?

### Continuité
- Cet épisode se passe exactement deux ans après la mort de Jasper Adeola, le père de Tanya.
- On découvre que le prénom de Mlle Quill était Andra'ath, lorsqu'elle était sur Rhodia.
- Orla'ath, la sœur de Mlle Quill, lui rappelle la dernière chose qu'elle lui ait dite : « Si je te revois un jour, je t'arracherai le cœur avec les mains, et je te ferai regarder ».